# Jacob Mayer (Fabrikant)

Jacob Mayer (1862)

Jacob Mayer (* 1. Mai 1813 in Dunningen, Württemberg; † 30. Juli 1875 in Bochum) war ein deutscher Unternehmer der Montanindustrie und Erfinder des modernen Stahlformgusses.

## Leben

### Herkunft und Ausbildung

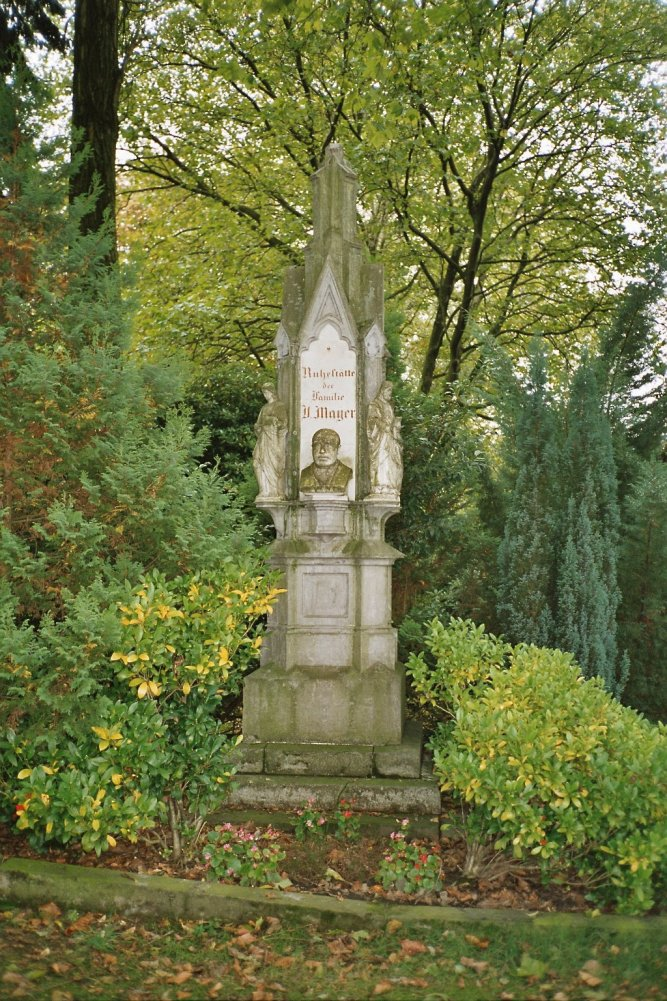
Grab von Jacob und Agnes Mayer in Bochum

Jacob Mayer war Sohn eines Landwirts und wuchs in bäuerlicher Umgebung auf. Er hatte eine große technische Begabung, die er bei Arbeitsverhältnissen in Köln und England erweiterte. Bei seinem Onkel in Köln absolvierte er eine Uhrmacherlehre, bevor er als Arbeiter nach England ging. Sein Onkel hatte Versuche mit dem Tiegelguss von Stahl angestellt, in England bemühte sich Mayer, genauere Kenntnisse über dieses Verfahren zu erlangen. Zurück in Deutschland, führte er zunächst auf dem Hof des Vaters in Dunningen Versuche zum Stahltiegelguss aus, die vermutlich um 1836 im kleinen Maßstab erfolgreich waren.
Im Jahr 1854 heiratete er die aus Bonn stammende Agnes Sieber (* 1812). Die Ehe blieb kinderlos. Mayer und seine Frau wurden auf dem ältesten kommunalen Friedhof in Bochum begraben, dem heutigen Kortumpark.

### Gussstahlproduktion
Mayer produzierte ab 1839 als deutschlandweit Erster in Köln-Nippes Gussstahl nach einem in England bekannten Verfahren, wozu er eine Partnerschaft mit dem Hüttenunternehmer Eberhard Hoesch einging. Streitigkeiten über Standortfragen und die Verwendung der qualitativ besseren Steinkohle aus dem Ruhrrevier führten aber bald darauf zur Trennung von Hoesch.
Mayer fand wenig später in Eduard Kühne einen finanzkräftigen Teilhaber. Die Geschichte des späteren Bochumer Unternehmens begann am 6. Dezember 1842 in Köln. Dort gründeten die beiden Männer eine „Guß- & Cement-Stahlfabrik bei Bochum oder Essen“, die als Gussstahlfabrik Mayer & Kühne firmierte. Anfang 1843 müssen Mayer und Kühne bei ihrer Suche nach einem passenden Fabrikgelände nach Bochum gekommen sein. An der damaligen Essener Chaussee – der heutigen Alleestraße – erwarben sie dann Grundstücke. Der Betrieb konnte um die Jahreswende 1844/1845 aufgenommen werden. In dem Werk wurde der Stahlformguss verfeinert. Bereits 1853 konnten in der Fabrik Stahlgüsse bis zu 7000 Pfund ausgeführt werden. Abnehmer der Produkte der Gießerei waren zunächst Werkzeugfabriken im bergisch-märkischen Raum. Kapitalmangel führte 1854 zur Umwandlung des Unternehmens in eine Aktiengesellschaft unter der Firma Bochumer Verein, deren technischer Leiter Mayer wurde.
Im Jahr 1852 präsentierte Mayers Werk auf der Düsseldorfer Gewerbeausstellung erstmals Glocken aus Stahlguss. Das neue Gussverfahren konnte sich am Markt aber erst ab der Pariser Weltausstellung 1855, auf der dem Bochumer Verein für seine Stahlgussglocken eine Goldmedaille zuerkannt wurde, durchsetzen und fand insbesondere bei der Herstellung von Eisenbahnmaterial wie Lokomotiv- und Wagenrädern Anwendung.
In Mayers letzten Lebensjahren beschäftigte der Bochumer Verein 4500 Mitarbeiter.

### Kommunalpolitisches Engagement
Von 1869 bis 1875 war Jacob Mayer Mitglied des Bochumer Stadtrats.

## Ehrungen und Nachleben

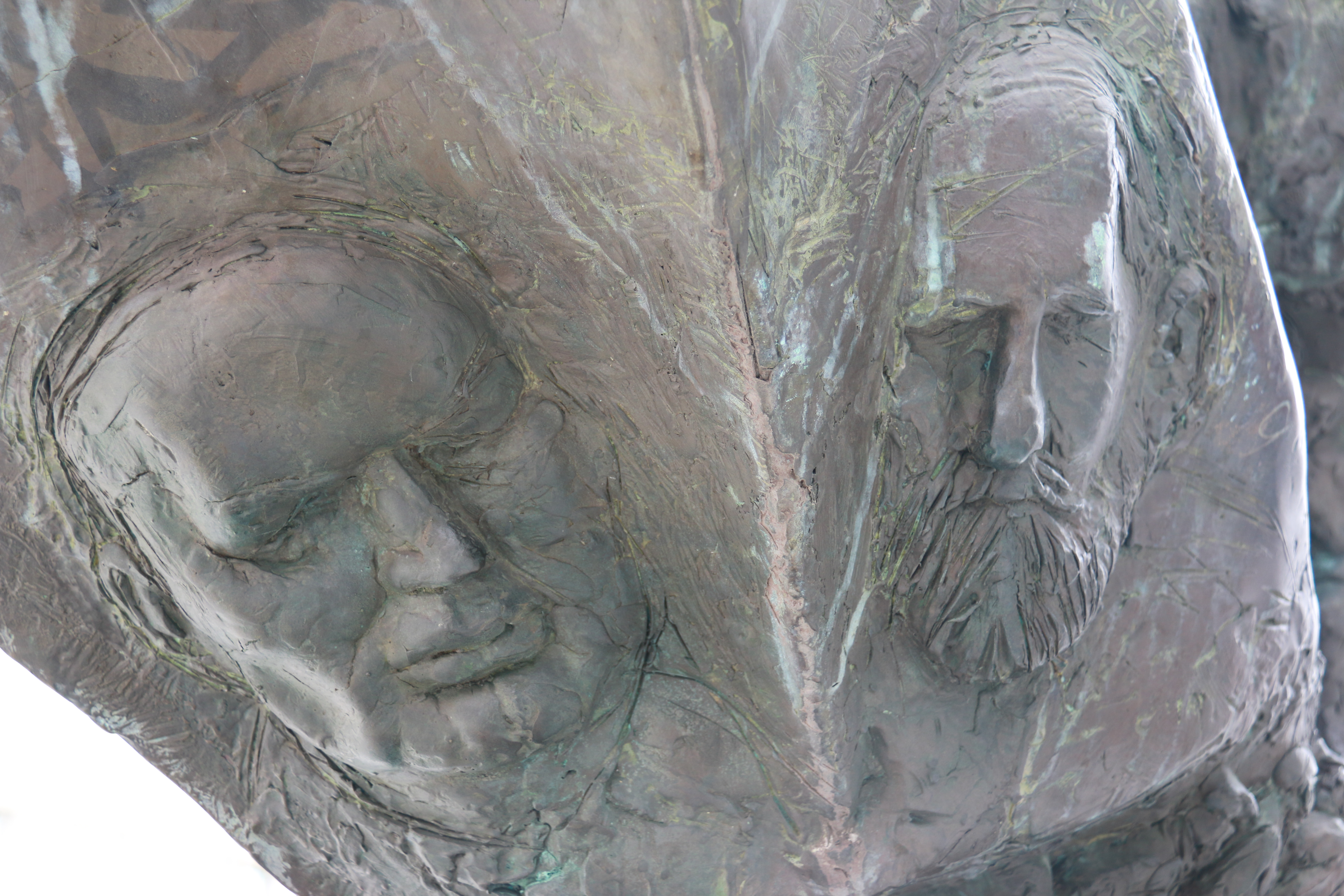
Jacob Mayer (links) neben Louis Baare

Für die Erfindung der Stahlgussglocken erhielt Jacob Mayer den Gregoriusorden. In der ehemaligen Arbeitersiedlung Stahlhausen, die zwischen zwei ehemaligen Werksteilen des Bochumer Vereins liegt, ist eine Straße nach ihm benannt. Die Jacob-Mayer-Realschule in Bochum war auch nach ihm benannt. Er ist neben Louis Baare auf der Skulptur Entfaltung der Stadt abgebildet.
In Erinnerung an Jacob Mayer stiftete seine Witwe 1882 der Pfarrei St. Mariä Himmelfahrt in Köln-Nippes vier Glocken aus Gussstahl.